# Championnat d'Écosse de football 2001-2002
Navigation
Édition précédente Édition suivante
La 105e édition du championnat d'Écosse de football est remportée par le Celtic Football Club. C’est son 41e titre de champion, son deuxième consécutif. Le Celtic l’emporte avec 18 points d’avance sur le Rangers FC. Le Livingston FC complète le podium.
Le système de promotion/relégation reste en place : descente et montée automatique pour le dernier de première division et le premier de deuxième division : Saint Johnstone descend en deuxième division. Il est remplacé pour la saison 2002-2003 par le Partick Thistle FC.
Avec 29 buts marqués en 38 matchs, Henrik Larsson du Celtic Football Club remporte pour la troisième fois le titre de meilleur buteur du championnat.

## Les clubs de l'édition 2001-2002
| \| Aberdeen FC Glasgow · Celtic - Rangers Dundee' · Dundee FC - Dundee United Édimbourg' · Hibernian - Hearts Motherwell FC Saint Johnstone Kilmarnock FC Dunfermline Athletic Livingston FC \| Localisation des clubs engagés dans le championnat. |
| Aberdeen FC Glasgow · Celtic - Rangers Dundee' · Dundee FC - Dundee United Édimbourg' · Hibernian - Hearts Motherwell FC Saint Johnstone Kilmarnock FC Dunfermline Athletic Livingston FC                                                           |

| Club                               | Ville       |
| ---------------------------------- | ----------- |
| Aberdeen Football Club             | Aberdeen    |
| Celtic Football Club               | Glasgow     |
| Dundee Football Club               | Dundee      |
| Dundee United Football Club        | Dundee      |
| Dunfermline Athletic Football Club | Dunfermline |
| Heart of Midlothian Football Club  | Édimbourg   |
| Hibernian Football Club            | Leith       |
| Kilmarnock Football Club           | Kilmarnock  |
| Motherwell Football Club           | Motherwell  |
| Rangers Football Club              | Glasgow     |
| Saint Johnstone Football Club      | Perth       |
| Livingston Football Club           | Livingston  |

## Compétition

### Classement
Le classement est établi sur le barème de points classique (victoire à 3 points, match nul à 1, défaite à 0).
| Rang | Équipe               | Pts | J  | G  | N  | P  | Bp | Bc | Diff |
| ---- | -------------------- | --- | -- | -- | -- | -- | -- | -- | ---- |
| 1    | Celtic FC T          | 103 | 38 | 33 | 4  | 1  | 94 | 18 | +76  |
| 2    | Rangers FC C         | 85  | 38 | 25 | 10 | 3  | 82 | 27 | +55  |
| 3    | Livingston FC P      | 58  | 38 | 16 | 10 | 12 | 50 | 47 | +3   |
| 4    | Aberdeen FC          | 55  | 38 | 16 | 7  | 15 | 51 | 49 | +2   |
| 5    | Heart of Midlothian  | 48  | 38 | 14 | 6  | 18 | 52 | 57 | -5   |
| 6    | Dunfermline Athletic | 45  | 38 | 12 | 9  | 17 | 41 | 64 | -23  |
| 7    | Kilmarnock FC        | 49  | 38 | 13 | 10 | 15 | 44 | 54 | -10  |
| 8    | Dundee United        | 46  | 38 | 12 | 10 | 16 | 38 | 59 | -21  |
| 9    | Dundee FC            | 44  | 38 | 12 | 8  | 18 | 41 | 55 | -14  |
| 10   | Hibernian FC         | 41  | 38 | 10 | 11 | 17 | 51 | 56 | -5   |
| 11   | Motherwell FC        | 40  | 38 | 11 | 7  | 20 | 49 | 69 | -20  |
| 12   | Saint Johnstone      | 21  | 38 | 5  | 6  | 27 | 24 | 62 | -38  |

| Légende : Qualifications et relégations | Légende : Qualifications et relégations                                        |
| --------------------------------------- | ------------------------------------------------------------------------------ |
|                                         | Ligue des champions 2002-2003                                                  |
|                                         | Ligue des champions 2002-2003, deuxième tour qualificatif                      |
|                                         | Coupe UEFA 2002-2003                                                           |
|                                         | Coupe Intertoto 2002                                                           |
|                                         | Relégation en deuxième division                                                |
|                                         | T : Tenant du titre C : Vainqueurs de la Coupe d'Écosse de football P : Promus |

### Les matchs

#### Matchs 1 à 22
Pendant les 22 premiers matchs chaque équipe rencontre toutes les autres une fois à domicile, une fois à l’extérieur.

#### Matchs 23 à 33
Pendant les matchs de 22 à 33, chaque équipe joue une fois contre toutes les autres équipes soit à la maison soit à l’extérieur (les matchs sont tirés au sort).  Cela signifie que entre la première et la trente-troisième journée, chaque équipe aura joué 3 fois contre les autres équipe (soit 1 fois à la maison et deux fois à l’extérieur, soit 2 fois à la maison et 1 fois à l’extérieur).

#### Matchs 34 à 38
Lors des matchs 34 à 38, le championnat est coupé en deux parties de 6 équipes. Les six premières se rencontrent entre elles une fois, soit à domicile soit à l’extérieur (à l’inverse des matches disputés entre la 22e et 33e journée). Les six dernières équipes font de même entre elles.

## Bilan de la saison
| Tableau d'honneur                |            |
| Compétition                      | Vainqueur  |
| Championnat d'Écosse de football | Celtic FC  |
| Coupe d'Écosse de football       | Rangers FC |

| Promotions et relégations |                    |
| Promus                    | Partick Thistle FC |
| Relégués                  | Saint Johnstone    |

## Statistiques

### Affluences
Voici la liste des affluences moyennes obtenues dans les stades des différentes équipes disputant le championnat : 
| Equipe               | Moyenne de spectateurs |
| -------------------- | ---------------------- |
| Celtic FC            | 58511                  |
| Rangers FC           | 47879                  |
| Aberdeen FC          | 14035                  |
| Heart of Midlothian  | 12080                  |
| Hibernian FC         | 11587                  |
| Dundee United        | 8007                   |
| Dundee FC            | 7958                   |
| Livingston FC        | 7477                   |
| Kilmarnock FC        | 7621                   |
| Dunfermline Athletic | 6363                   |
| Motherwell FC        | 5878                   |
| Saint Johnstone      | 4580                   |

### Meilleur buteur
| Joueur         | buts | équipe     |
| -------------- | ---- | ---------- |
| Henrik Larsson | 29   | Celtic FC  |
| John Hartson   | 19   | Celtic FC  |
| Tore André Flo | 18   | Rangers FC |